# Panamaischer Noppen-Seestern
Der Panamaische Noppen-Seestern (Pentaceraster cumingi) ist ein großer, 20 Zentimeter im Durchmesser erreichender Seestern. Er lebt im östlichen Pazifik vom Golf von Kalifornien bis Peru, den Galápagos-Inseln und westlich bis nach Hawaii.

## Merkmale
Der Panamaische Noppen-Seestern ist stark gepanzert. Auf der Körperoberseite und den Armen befinden sich kurze, kräftige, dunkle Stacheln. Seine Farbe ist meist weißlich oder rosa, die Stacheln sind rot. Eine rote netzartige Zeichnung verbindet die Stacheln.

## Lebensweise
Panamaische Noppen-Seesterne leben auf felsigem Untergrund von der Niedrigwasserlinie bis in eine Tiefe von 180 Metern. Sie ernähren sich vor allem von Mikroorganismen, Algen und Detritus sind möglicherweise aber omnivor.